# Lacipa sexpunctata
Lacipa sexpunctata är en fjärilsart som beskrevs av William Lucas Distant 1897. Lacipa sexpunctata ingår i släktet Lacipa och familjen tofsspinnare. Inga underarter finns listade i Catalogue of Life.